# Люмьер (кинопремия, 2015)
20-я церемония вручения наград премии «Люмьер» за заслуги в области французского кинематографа за 2014 год состоялась 2 февраля 2015 года. Фильмы Тимубкту, Семейство Белье и  Истребители завоевали по равному количеству наград.

## Список лауреатов
Победители выделены жирным.
| Лучший фильм | Лучший режиссёр |
| --- | --- |
| Тимбукту - Девичество - Семейство Белье - Не в моём вкусе - Сен-Лоран. Стиль — это я - 3 сердца | Абдеррахман Сиссако — Тимбукту - Люка Бельво — Не в моём вкусе - Бертран Бонелло — Сен-Лоран. Стиль — это я - Бенуа Жако — 3 сердца - Седрик Кан — Дикая жизнь - Селин Сьямма — Девичество |
| Лучший актёр | Лучшая актриса |
| Гаспар Ульель — Сен-Лоран. Стиль — это я - Гийом Кане — В следующий раз я буду стрелять в сердце & Мужчина, которого слишком сильно любили - Ромен Дюрис — Новая подружка - Матьё Кассовиц — Дикая жизнь - Пьер Нине — Ив Сен-Лоран - Бенуа Пульворд — 3 сердца | Карин Виар — Семейство Белье & Лулу – обнажённая женщина - Жюльет Бинош — Зильс-Мария - Эмили Декьенн — Не в моём вкусе - Шарлотта Генсбур — 3 сердца & Самба - Адель Анель — Истребители & Мужчина, которого слишком сильно любили - Сандрин Киберлен — Она его обожает                                                                       |
| Многообещающему актёру | Многообещающей актрисе |
| Кевин Азаис — Истребители - Тома Блюменталь — Секс по предоплате - Жан-Баптист Лафарж — Секс по предоплате - Бастьен Буллон — Прекрасный мир - Дидье Мишон — Fièvres - Пьер Рошфор — Он ушёл в воскресенье - Марк Зинга — Аллах благословит Францию!            | Луан Эмера — Семейство Белье - Жозефин Жапи — Я дышу - Лу де Лааж — Я дышу - Алис Изас — Секс по предоплате - Ариана Лабед — Фиделио или Одиссея Алисы - Кариджа Туре — Девичество - Ана Жирардо — Прекрасный мир & В следующий раз я буду стрелять в сердце                                                                                   |
| Лучший дебютный фильм | Лучший сценарий |
| Истребители - Тусовщица - Она его обожает - Сначала спой экзамен - Аллах благословит Францию! - Клуб «Грусть» | Безумная свадьба — Филипп де Шоврон и Ги Лоран - Гиппократ — Томас Лилти, Жюльен Лилти, Байа Касми и Пьер Шоссон - Французский транзит — Одри Диван и Седрик Жименес - Она его обожает — Жанна Гарри и Гаэлль Масе - Сен-Лоран. Стиль — это я — Тома Бидеген и Бертран Бонелло - Семейство Белье — Станислас Карре де Мальбер и Виктория Бедос |
| Лучший фильм на французском языке | Лучшая операторская работа |
| Два дня, одна ночь - C'est eux les chiens... - Fièvres - Человек из Орана - Мамочка - Ран | Реми Шеврен — Лехаим - Ив Кап — Дикая жизнь - Жози Дешайе — Сен-Лоран. Стиль — это я - Софиан Эль-Фани — Тимбукту - Дариус Хонджи — Магия лунного света - Арно Потье — Я дышу |
| Специальный приз жюри | |
| Девичество — Селин Сьямма | |
| Почётная премия «Люмьер» | |
| Жан-Пьер Моки | |